# Pintura mural de Mesoamérica
La pintura mural de Mesoamérica es la pintura mural realizada así por los pueblos prehispánicos de la región conocida como Mesoamérica. De hecho, los tonos deslavados de los muros estucados o la piedra descubierta de lo que hoy llamamos ruinas, en su tiempo fueron obras brillantemente coloreadas.

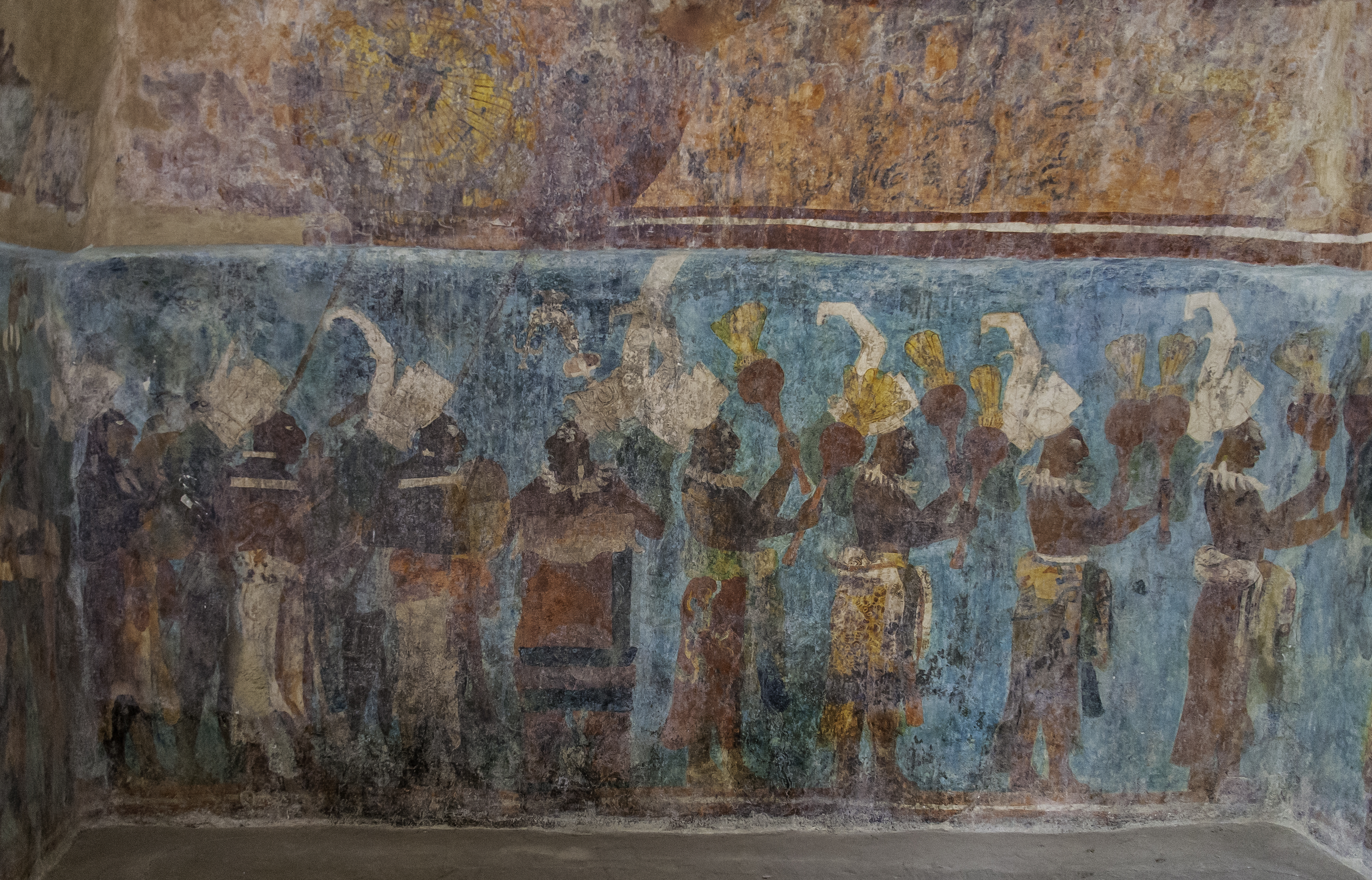
Pintura mural de Bonampak.

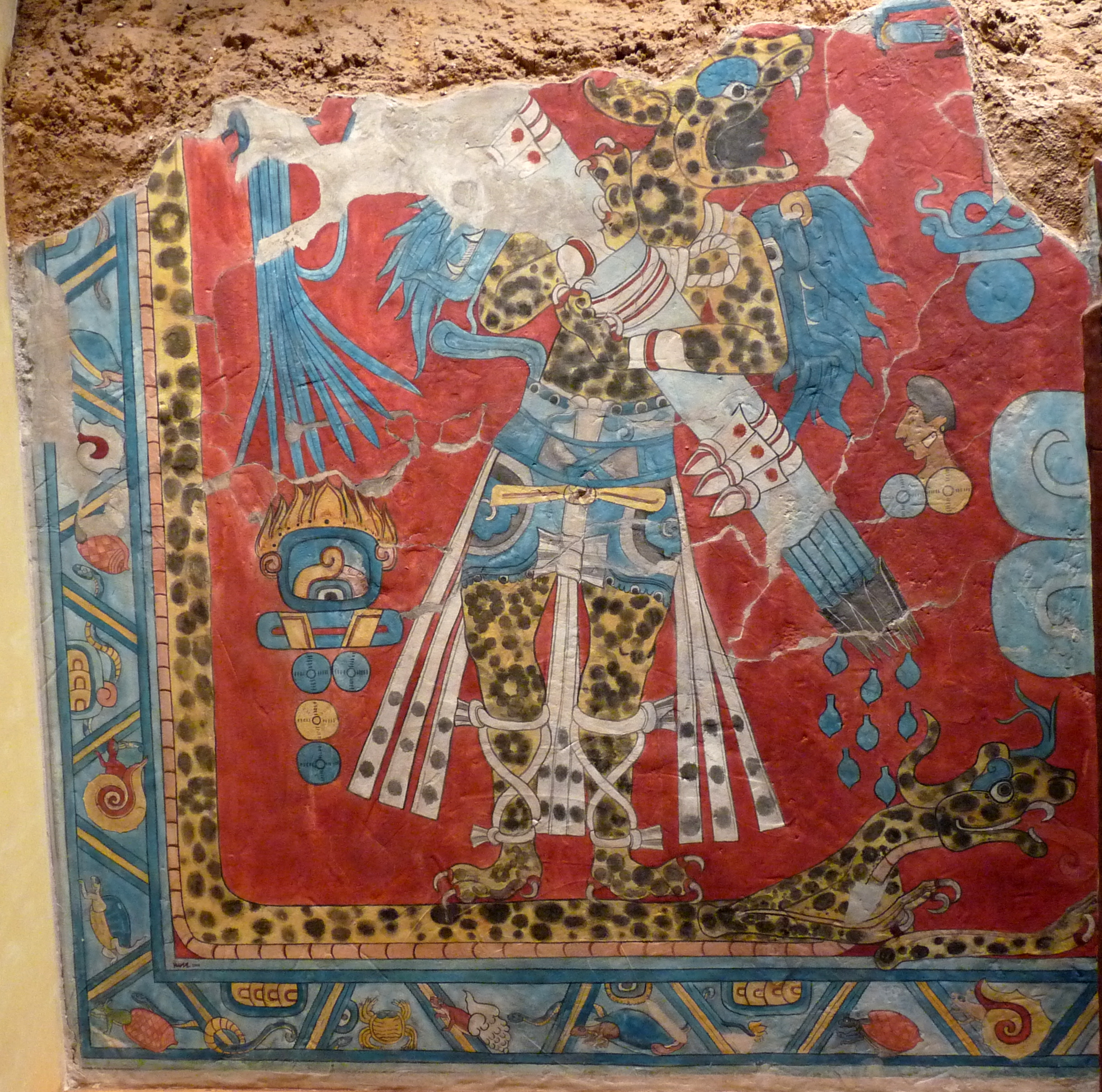
Pintura mural de Cacaxtla.

A principios del siglo pasado, solo existían algunas referencias respecto a los murales de México y casi ninguna a su estudio. Hacia la segunda mitad del siglo, investigadores como Laurette Séjourné, Arthur Miller, Martha Foncerrada y Sonia Lombardo, ofrecieron importantes estudios, al tiempo en que se daban importantes descubrimientos, entre los que destacan las pinturas de Bonampak, en Chiapas en 1946, y de Cacaxtla, en Tlaxcala en 1985.

## Murales de Teotihuacán
Teotihuacán es una de las ciudades prehispánicas que más pintura mural conservan, importantes ejemplos se pueden encontrar en Tepantitla, Tetitla, Atetelco, la Ventilla o en el Museo de murales prehispánicos Beatriz de la Fuente, (nombre de la fundadora del proyecto).

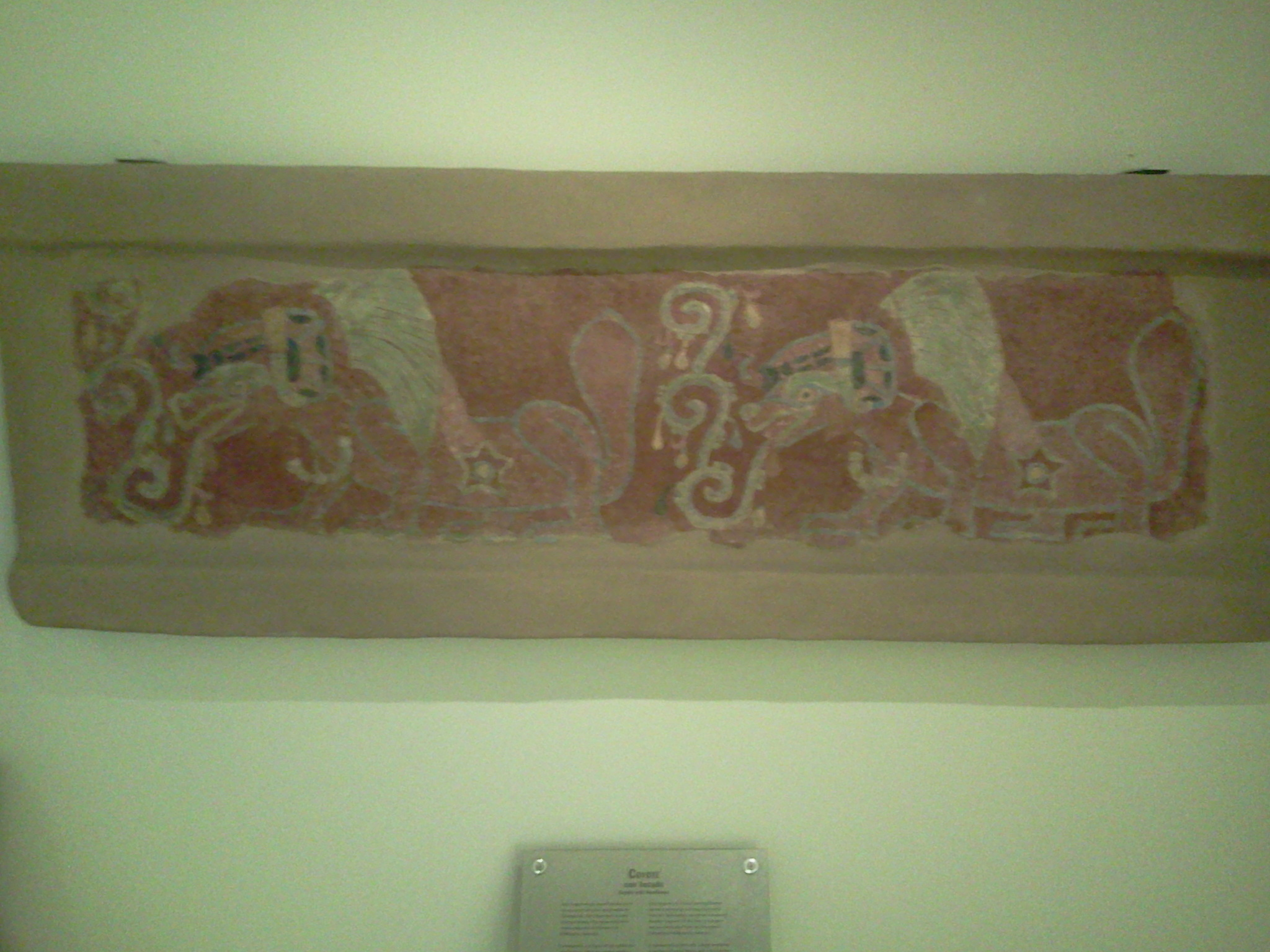
Mural de Teotihuacán, mostrando jaguares.

La pintura teotihuacana se localiza en el exterior de los edificios en los taludes y los tableros de los basamentos piramidales y en el interior, en los pórticos y en los cuartos y corredores. Según Sonia Lombardo Investigadora de dicho proyecto, las primeras obras pictóricas datan de la fasé Micaotli (150-200 d. C.).

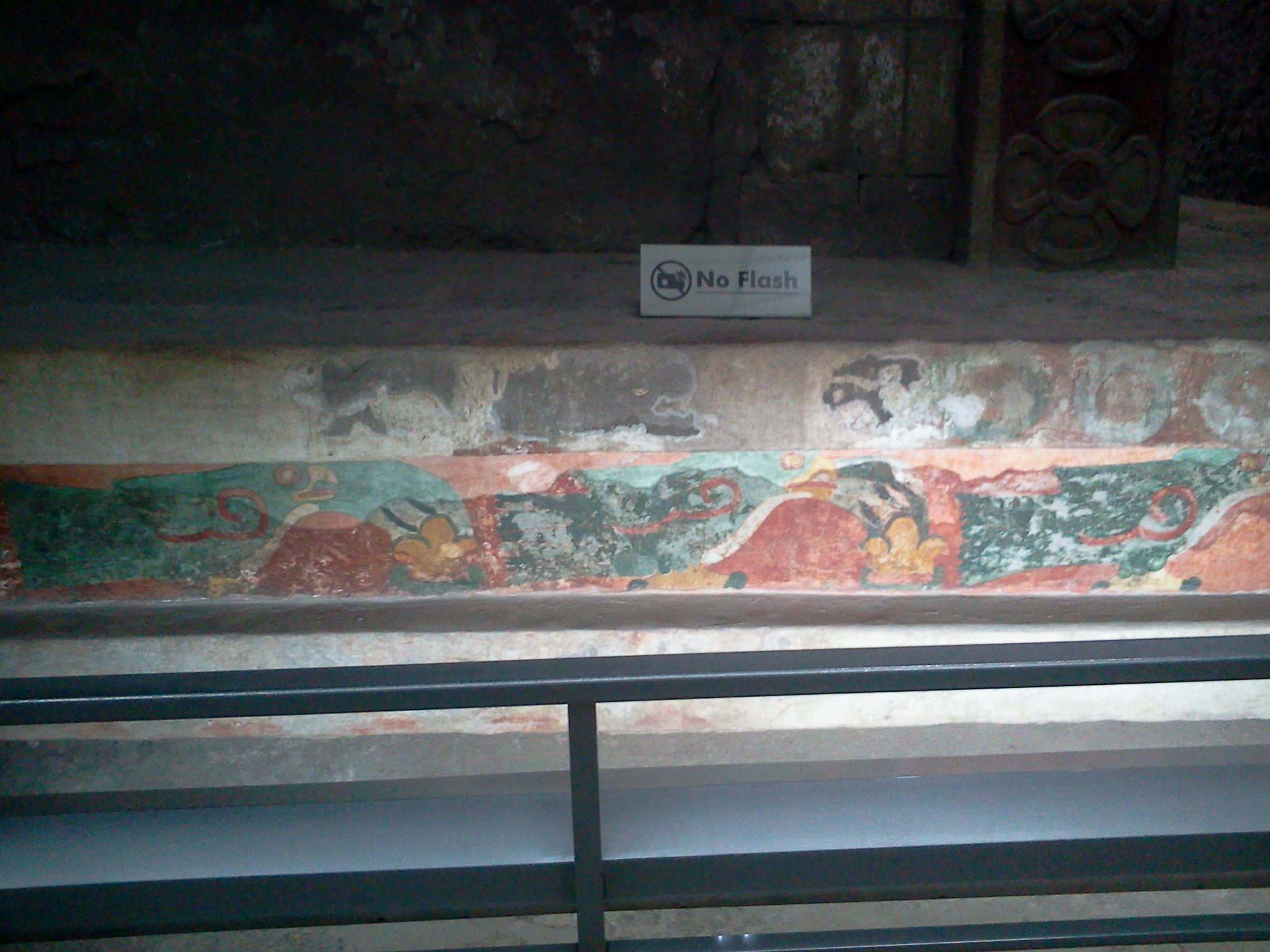
Mural de Teotihuacán en una banqueta del Quetzalpapálotl

## Murales de Cacaxtla
El hallazgo de los murales de Cacaxtla, más antiguos que los de Teotihuacán y los de Bonampak, se llevó a cabo en 1975 y representó para los arqueólogos la necesidad de replantear muchos supuestos sobre la historia prehispánica.

## Murales de Bonampak
Las pinturas datan del año 790 y fueron realizadas en una compleja técnica donde sobre un enlucido fresco de cal se aplicaron los pigmentos en un medio de agua cal (lechada) mezclado con un aglutinante orgánico. Los murales muestran la mano de un maestro que trabajó en compañía de por lo menos dos ayudantes. Los tres cuartos muestran una serie de eventos de su actualidad con gran realismo. El primero representa una procesión de sacerdotes y nobles. Una orquesta toca trompetas de madera, tañe tambores, y toca otros instrumentos; mientras los nobles charlan entre sí. El segundo cuarto muestra una escena de guerra, con prisioneros a los que les son arrancadas la uñas de los dedos de las manos, sentados ante el Señor Chan Muwan de Bonampak. Se presume que los prisioneros eran preparados para el sacrificio humano. El tercer cuarto muestra una ceremonia con bailarines ricamente ataviados y usando máscaras de dioses, y a la familia gobernante punzándose la lengua con agujas de maguey hasta hacerla sangrar, en uno de los muchos tipos de sacrificio que practicaban los mesoamericanos. La escena está acompañada por fechas numerales y los nombres de los participantes en la ceremonia. 

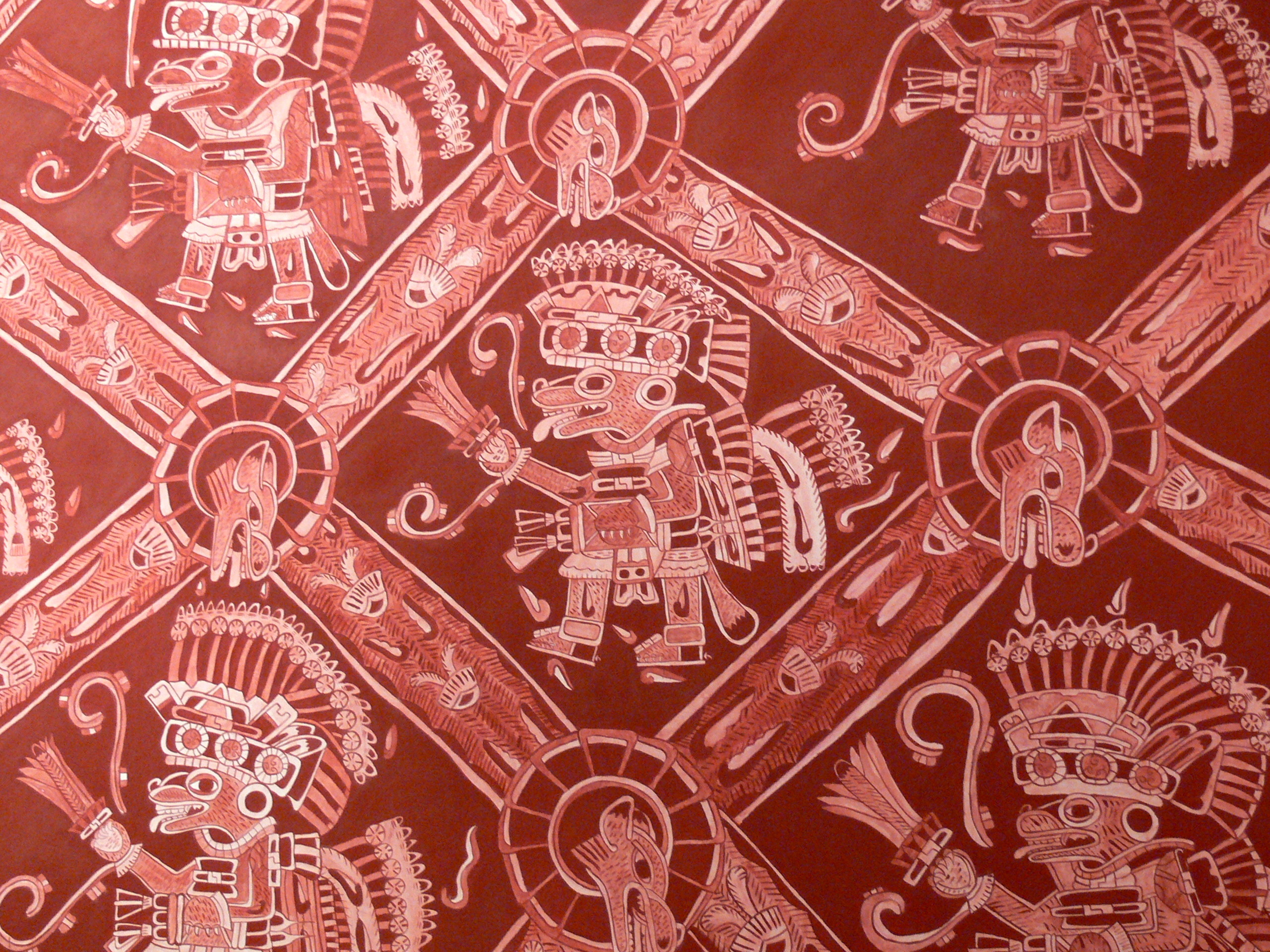
Pintura mural de Teotihuacán.

En México se han encontrado murales hechos por las diferentes culturas, sobre todo del Altiplano Central, la Costa del Golfo, la región Maya y en el estado de Oaxaca.

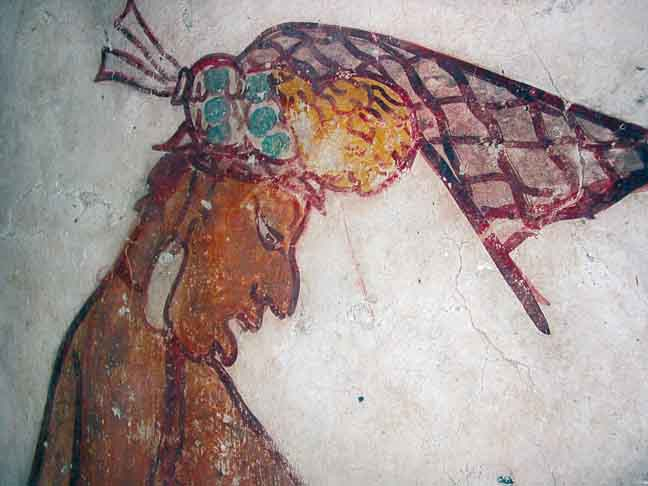
Pintura mural de Calakmul.